# Northwind
Northwind är power metalbandet Falconers femte album. Mathias Blad är tillbaka som sångare, och albumet påminner mycket om Falconers två första skivor. Albumet är producerat av Andy La Rocque.

## Låtlista
1. "Northwind" 4:14
2. "Waltz With the Dead" 3:49
3. "Spirit of the Hawk" 3:38
4. "Legend and the Lore" 3:25
5. "Catch the Shadow" 4:28
6. "Tower of the Queen" 4:21
7. "Long Gone By" 3:50
8. "Perjury and Sanctity" 4:20
9. "Fairyland Fanfare" 3:22
10. "Himmel så Trind" 3:11
11. "Blinded" 4:20
12. "Delusion" 5:05
13. "Home of the Knave" 4:11
14. "Black Tarn" 1:57

### Bonuslåtar
1. "Kristallen den Fina" 2:31 (digipack bonus)
2. "Ridom, Ridom" 2:22 (digipack bonus)
3. "Liten Vätte" 1:57 (digipack bonus)
4. "Vårvindar friska" 2:45 (digipack bonus)
5. "Child of the Wild '06" -:-- (Japan bonus)

Bonus-cd:n innehåller även en filmsekvens som är inspelad i studion.